# Органисты
Органисты (лат. Chlorophonia) — род птиц из семейства вьюрковых, ранее относился к семейству танагровых, однако по результатам молекулярно-генетического исследования все представители рода были переведены в семейство вьюрковых. Распространены в Неотропике.

## Виды
В состав рода включают 10 видов:
| Изображение | Русское название      | Научное название           | Распространение |
| ----------- | --------------------- | -------------------------- | --- |
|             | Элегантная эуфония    | Chlorophonia elegantissima | Белиз, Коста-Рика, Сальвадор, Гватемала, Гондурас, Мексика, Никарагуа и Панама |
|             | Антильская эуфония    | Chlorophonia musica        | Гаити (Доминиканская Республика и Гаити) |
|             |                       | Chlorophonia sclateri      | Пуэрто-Рико |
|             |                       | Chlorophonia flavifrons    | Малые Антильские острова |
|             | Синеголовая эуфония   | Chlorophonia cyanocephala  | Аргентина, Боливия, Бразилия, Венесуэла, Колумбия, Французская Гвиана, Гайана, Парагвай, Перу, Суринам, Тринидад и Тобаго и Эквадор                                                                                |
|             | Зелёный органист      | Chlorophonia cyanea        | юго-восточная Бразилия, восточный Парагвай и северо-восточная Аргентина, Анды от Боливии на юге до Венесуэлы на севере, горы Сьерра-де-Периха и Сьерра-Невада-де-Санта-Марта, прибрежные хребты Венесуэлы и Тепуи. |
|             | Чернобровый органист  | Chlorophonia pyrrhophrys   | Колумбия, Эквадор, Перу и Венесуэла |
|             | Ошейниковый органист  | Chlorophonia flavirostris  | Колумбия, Эквадор и Панама |
|             | Синешапочный органист | Chlorophonia occipitalis   | Сальвадор, Панама, Гватемала, Гондурас, Мексика и Никарагуа |
|             | Золотобровый органист | Chlorophonia callophrys    | Коста-Рика и Панама |